# Epidemiología de la obesidad
Existen evidencias de obesidad desde miles de años. Algunas de las representaciones más tempranas de la forma humana en arte y escultura podrían ser consideradas como obesas. Aun así, es durante el siglo XX que, al aumentar de manera significativa el número de personas obesas, que en 1997 la Organización Mundial de la Salud (WHO por sus siglas en inglés) declaró la obesidad como epidemia global. Posteriormente, en junio de 2013 la Asociación Médica Americana clasificó, con mucha controversia, la obesidad como una enfermedad.
En 2014, un estudio de la revista médica Lancet estimó que el número de adultos con sobrepeso en el mundo era 2.1 mil millones en 2013, comparados con 857 millones en 1980. El índice de obesidad también aumentó en las personas mayores de 60 años en un 50%.
Así, lo que una vez fue considerado como un problema exclusivo de países de ingresos altos se había transformado en una epidemia global, con un aumento del  índice de obesidad en todo el mundo. Este aumento ha sido más dramático en poblaciones urbanas. La única región del mundo donde la obesidad aún no es común es en el África subsahariana.